# Lasius citrinus
Lasius citrinus är en myrart som beskrevs av Carlo Emery 1922. Lasius citrinus ingår i släktet Lasius och familjen myror. Inga underarter finns listade i Catalogue of Life.